# エドワード・ソリアーノ
エドワード・ソリアーノ（Edward Soriano, 1946年11月12日）は、アメリカの軍人。アメリカ陸軍における最初のフィリピン系アメリカ人将官であり、またフィリピン系アメリカ人のうち最も高階級まで昇進した将校である。フィリピン出身で、家族と共にアメリカ合衆国に移住した後、サリナス高校を卒業、サンノゼ州立大学に進み、アメリカ陸軍予備役将校訓練課程(Army ROTC)に参加した。
歩兵科将校となったソリアーノはアメリカ、韓国、ドイツなどで勤務した。その後、砂漠の盾作戦および砂漠の嵐作戦、統合の努力作戦などにも連絡将校(liaison officer)として参加した。2005年3月退役。退役後はノースロップ・グラマンの防衛技術事業・宇宙開発事業に関する部門に幹部として迎えられ、取締役会にも名を連ねている。

## 若年期
1946年11月12日、フィリピン・パンガシナン州に生まれる。父フレッド・ソリアーノ(Fred Soriano)はアメリカ陸軍の軍人で、第二次世界大戦中は第57歩兵連隊付フィリピン・スカウトの伍長だった。バターン陥落に伴い極東陸軍(USAFFE)が降伏すると、フレッドも日本軍の捕虜となり、いわゆるバターン死の行進にも参加した。1951年、フレッドのフォート・ベニング転勤に合わせてソリアーノ家は米国へ移住した。フレッドは朝鮮戦争にも参加し、その際にも捕虜となっている。朝鮮戦争中にソリアーノ家は再びフィリピンに移っている。その後、フレッドは陸軍少佐として退役を迎える。1960年代、ソリアーノ家はカリフォルニア州サンノゼに移り、エドワード・ソリアーノはサリナス高校へ進学した。やがて父の影響もあり、エドワードは軍人の道を志すようになる。
1970年、サンノゼ州立大学を卒業し、のちにミズーリ大学にて行政学修士(Master of Public Administration, MPA)の称号を得た。その後、ラオアグ系部族の血を引くフィリピン系アメリカ人のビビアン・ギジェルモ(Vivian Guillermo)と結婚、メリッサ(Melissa)とキース(Keith)の2児をもうけた。

## 軍歴
| 階級      | 昇進日        |
| --------- | ------------- |
| 少尉(2LT) | 1970年1月23日 |
| 中尉(1LT) | 1971年1月23日 |
| 大尉(CPT) | 1974年1月23日 |
| 少佐(MAJ) | 1981年1月8日  |
| 中佐(LTC) | 1987年4月1日  |
| 大佐(COL) | 1991年6月1日  |
| 准将(BG)  | 1995年10月1日 |
| 少将(MG)  | 1998年11月1日 |
| 中将(LTG) | 2002年8月12日 |

1970年、サンノゼ州立大学にて陸軍予備役将校訓練課程(Army ROTC)に歩兵将校として参加する。ソリアーノが最初に配属されたのは、ノースカロライナ州フォート・ブラッグの偵察強襲学校(Recondo School)だった。その後、第508歩兵連隊の対戦車小隊に移る。続いて在韓米軍の第2歩兵師団第23歩兵連隊第1大隊戦闘支援中隊長として韓国へ派遣され、その後ワシントン州フォート・ルイスの第9歩兵師団第3旅団第47歩兵連隊第3大隊A中隊長となる。そしてフォート・ベニングにある陸軍歩兵学校を卒業した後、ニューヨーク州オールバニの陸軍募集コマンド(USAREC)勤務を経て、ドイツに駐在する第8歩兵師団第39歩兵連隊第1大隊C中隊長に就任。
ヨーロッパ勤務を終えたソリアーノはフォート・レブンワースの陸軍指揮幕僚大学およびミズーリ大学カンザスシティ校を卒業し、国防総省の作戦計画副参謀長部(Office of the Deputy Chief of Staff for Operations and Plans)および副参謀長人事部(Office of the Deputy Chief of Staff for Personnel)に勤務。次いでテキサス州フォート・フッドの第2機甲師団第41歩兵連隊第2大隊長として勤務し、陸軍大学校を卒業した後に国防総省へ戻る。

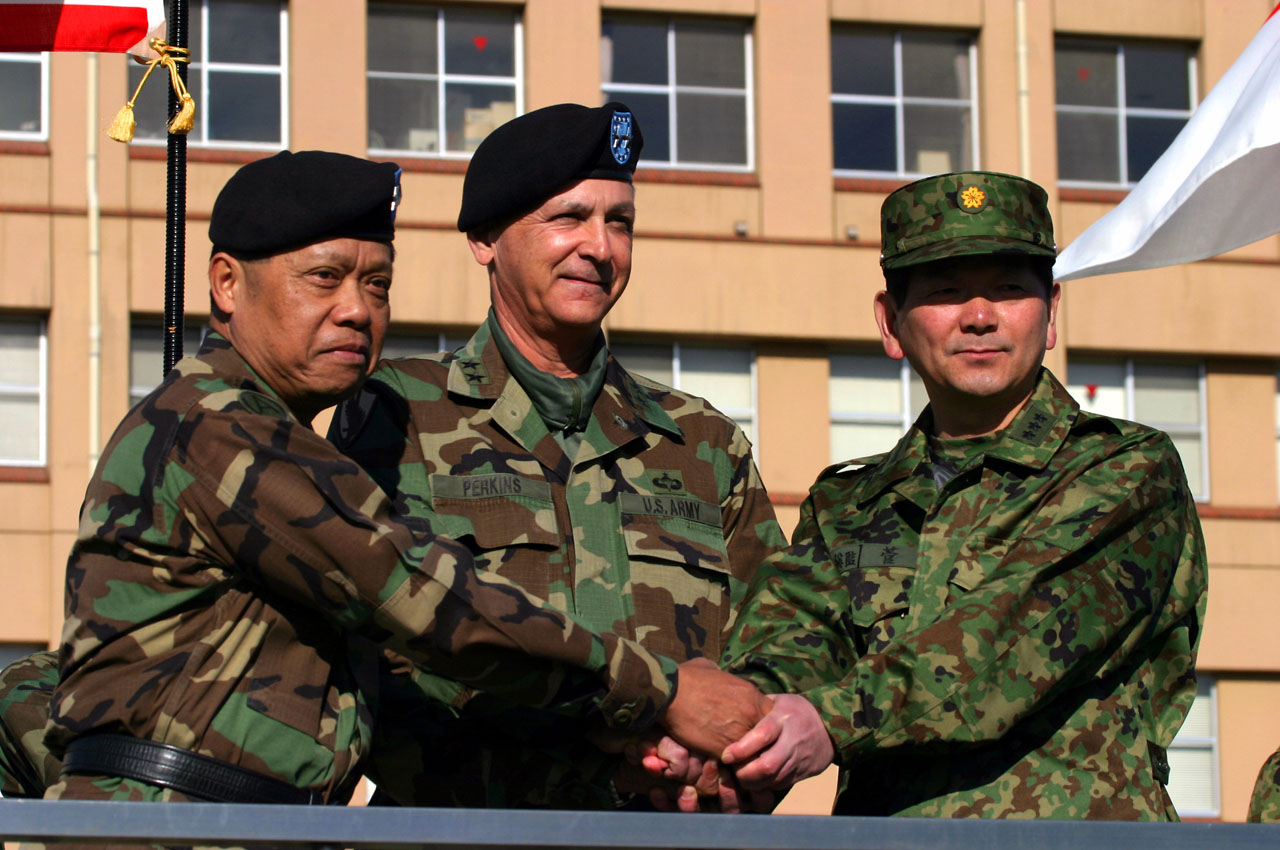
日米協同指揮所演習「ヤマサクラ45」の開会式にて握手をするソリアーノ中将、エルバート・パーキンス中将(Elbert Perkins)、菅博敏陸将（2004年）

「砂漠の盾」作戦および「砂漠の嵐」作戦（湾岸戦争）の折、ソリアーノは第1海兵遠征軍の主任連絡士官を務めた。戦後は参謀総長事務室(Office of the Chief of Staff)に勤務しつつ、湾岸戦争に関する国防長官報告書(Secretary of Defense's Gulf War Repor)の作成に陸軍代表者の1人として協力した。1992年、コロラド州フォート・カーソンの第4歩兵師団第1旅団長に就任。その後、再びドイツに派遣され、第3歩兵師団および第1歩兵師団に勤務し、この間に「統合の努力」作戦に基づく和平履行部隊の一員としてボスニア派遣に参加している。
アメリカへ戻ったソリアーノはバージニア州および国防総省で人事職などいくつかのポストを経験する。1999年から2001年まで、フォート・カーソンにて第7歩兵師団長兼基地司令を務める。2001年10月から2002年8月まで、統合戦力軍において国土安全保障部長(Director of Homeland Security)として勤務する。この組織は後にアメリカ北方軍の母体となっている。
2002年8月より、最後の職となるフォート・ルイス基地司令兼第1軍団司令官としての勤務を開始する。「イラクの自由」作戦（イラク戦争）の折には、ソリアーノの指揮下で多くの部隊がフォート・ルイスより派遣された,。またその中には最初にストライカー装甲車を派遣した第2歩兵師団も含まれる。2004年、ソリアーノはフォート・ルイス基地司令としてライアン・G・アンダーソンを裁く軍法会議の設置を命じた。アンダーソンはアルカイダへの協力について有罪判決を受け、同年9月には死刑の可能性を免除した上で終身刑に処された。
9月にはマラカニアン宮殿を訪問してフィリピン軍参謀長ナルシソ・アバヤ将軍(Narciso Abaya)およびグロリア・アロヨ大統領と会談する。ソリアーノは2003年5月にもアロヨの訪米中に出会っており面識があった。
2004年11月、フォートルイス基地司令および第1軍団司令官の職をジェームズ・M・デュビック中将(James M. Dubik)に引き継ぐ。2005年3月1日、陸軍を退役する。

## 退役後

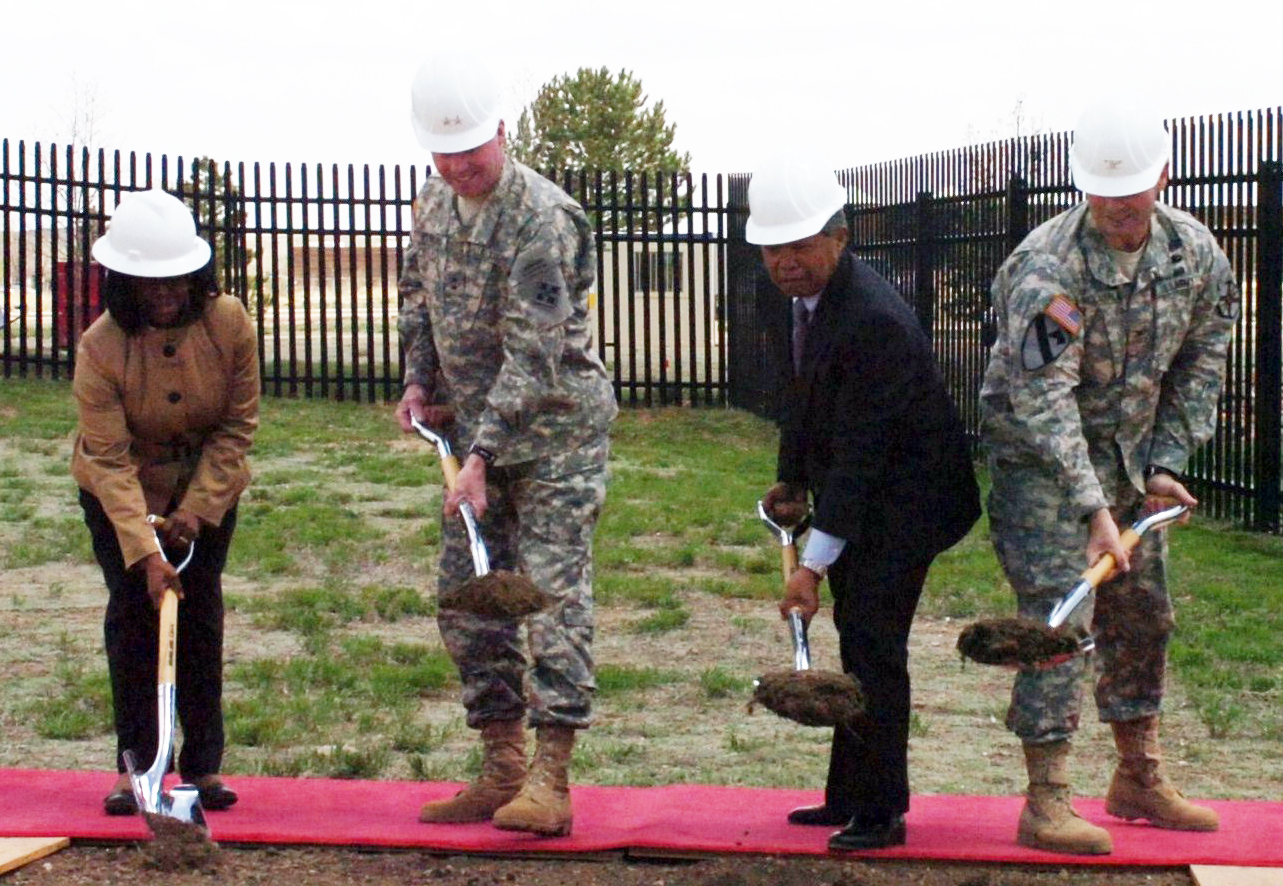
2010年4月、フォート・カーソン基地博物館建設の決定を祝する式典にて。左からB&M建設社社長バーバラ・マイリック(Barbara Myrick)、デヴィッド・G・パーキンス中将、ソリアーノ元中将、ロバート・マクラフリン大佐(Robert McLaughlin)。

退役後はノースロップ・グラマンに勤務し、国土安全保障省および統合支援部隊の演習支援に関する業務にも参加した。その他、ホーム・フロント・ケアーズ(Home Front Cares)や、グッドウィル・インダストリーズの取締役会にも名を連ねている。またフォート・カーソン基地内マウンテンポスト歴史センター(Mountain Post Historical Center)の代表取締役、コロラドスプリングス商工会議所軍事部門委員会副議長なども務めている。

## 勲章等
ソリアーノはアメリカ軍人として以下の勲章・記章等を受章している。
| Bronze oak leaf cluster                                                                               | 陸軍殊勲章（柏葉章付）                  |
| | 防衛上級貢献メダル                      |
| Bronze oak leaf cluster · Bronze oak leaf cluster · Bronze oak leaf cluster · Bronze oak leaf cluster | レジオン・オブ・メリット（柏葉章4つ付） |
| | 銅星章                                  |
| | 防衛功績章                              |
| Bronze oak leaf cluster · Bronze oak leaf cluster · Bronze oak leaf cluster                           | 功労メダル（柏葉章3つ付）               |
| Bronze oak leaf cluster                                                                               | 陸軍褒章メダル（柏葉章付）              |
| | 海軍・海兵隊褒章メダル                  |
| | 陸軍業績章                              |

|  | 歩兵特級射手記章   |
|  | 空挺記章           |
|  | レンジャー・タブ   |
|  | 国防長官府識別記章 |
|  | 陸軍参謀識別記章   |